# Die Welt von Oz
Lyman Frank Baum erzählt in seiner mit Der Zauberer von Oz beginnenden Jugendbuchreihe vorgebliche Ereignisse aus der fiktiven Welt von Oz. Dieser Artikel schildert diese Welt sowie die wesentlichen Orte, Landschaften, Völker und Figuren, die in den Romanen erwähnt werden.
Baum hat zu Lebzeiten insgesamt 14 Jugendromane sowie 6 weitere kürzere Bücher geschrieben, die sich mit der Welt von Oz bzw. ihren Bewohnern befassen. Nach seinem Tod haben andere Autoren wie etwa Ruth Plumly Thompson weitere Oz-bezogene Werke veröffentlicht.
Die Welt von Oz wird ursprünglich erstmals 1900 in Baums Buch Der Zauberer von Oz behandelt. Später integrierte Baum jedoch andere von ihm für weitere seiner Geschichten erdachte fiktive Welten. Darunter auch das Land Mo aus seinem Buch The Magical Monarch of Mo aus dem Jahr 1896, sodass rückwirkend jenes Buch erstmals in der Welt von Oz spielt. Das Land Oz hingegen wird dennoch erstmals 1900 in Der Zauberer von Oz behandelt.

## Die Welt Oz

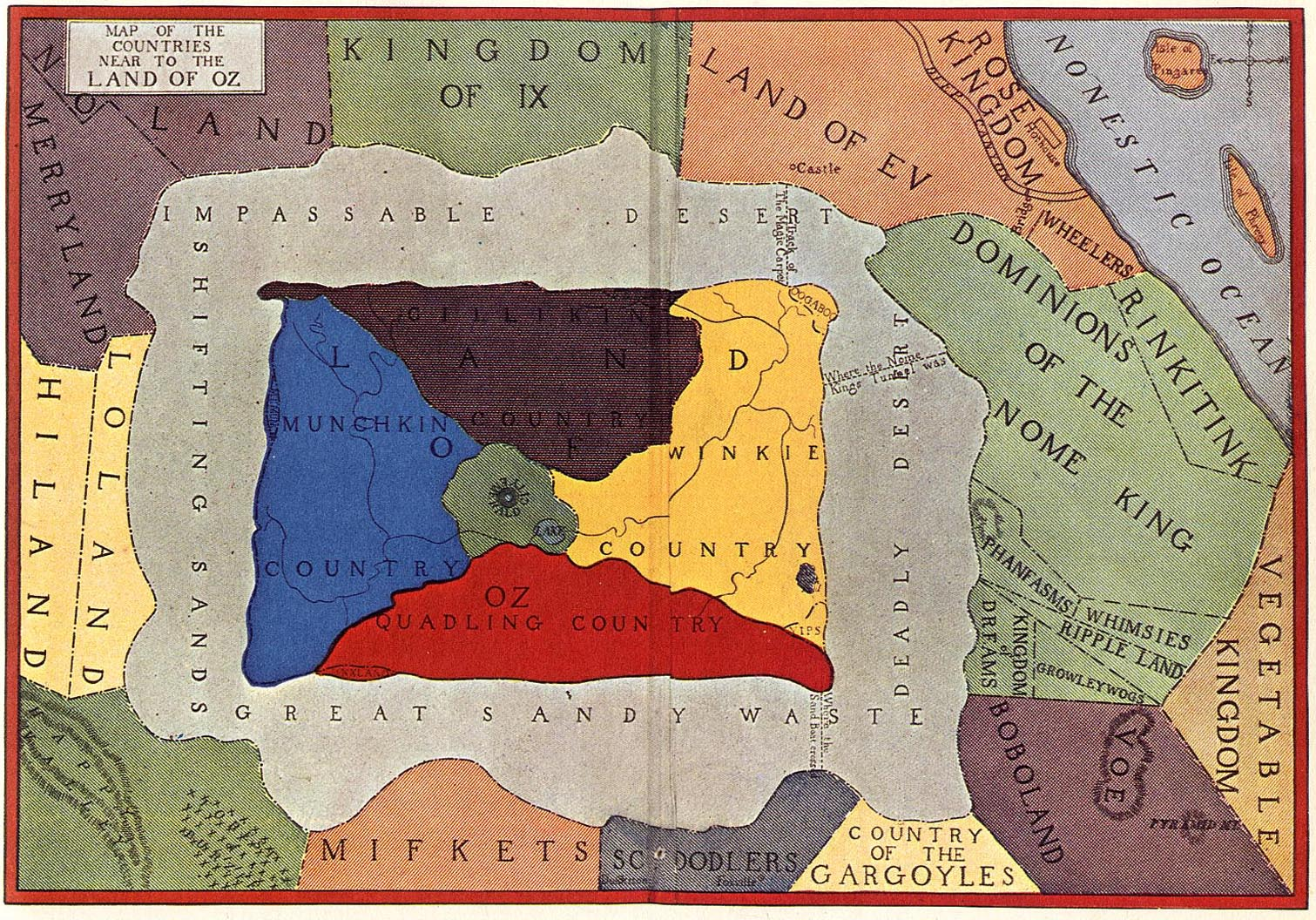
Eine Karte der Welt von Oz, in der Mitte das Land Oz umgeben von weiteren Ländern (Ost und West sind spiegelverkehrt abgebildet)

In der Welt von Oz ist – auch wenn sie nur von wenigen beherrscht wird – Magie eine Selbstverständlichkeit. Wie in Santa Claus – Das abenteuerliche Leben des Weihnachtsmanns (Originaltitel: The Life and Adventures of Santa Claus, 1902) beschrieben, wurde es von den drei mächtigen Unsterblichen Ak, Kern und Bo erschaffen. Zwar sind ihnen alle übrigen unsterblichen Magiewesen untergeordnet, aber sie halten sich im Hintergrund. Stattdessen greifen die vier mächtigen Hexen des Nordens, des Südens, des Ostens und des Westens in die Geschehnisse des Landes ein. Daneben gibt es noch weitere Hexen und Zauberer, die weniger mächtig sind. Auch Fabelwesen unterschiedlicher Art sind nichts Ungewöhnliches in Oz. Ein Großteil der Bevölkerung sind jedoch Menschen ohne magische Fähigkeiten.
Die Welt Oz besteht aus dem Land Oz, der es umgebenden Todbringenden Wüste sowie weiteren Ländern, die Baum zunächst unabhängig von seinen Oz-Geschichten für andere Werke erdachte. Darunter sind das Land Ix aus Queen Zixi of Ix (1904/5) und das Land Mo aus The Magical Monarch of Mo (1896). Das erste Land, das neben dem Land Oz in Baums Welt von Oz eingeführt wurde, war das Land Ev, das Baum 1907 im dritten Buch seiner Oz-Reihe, Prinzessin Ozma von Oz beschrieb.
Das Land Oz ist von den anderen Ländern durch die Todbringende Wüste getrennt und durch sie vor Angriffen von außen geschützt. Im sechsten Buch der Reihe, Die Smaragdstadt von Oz (1910), wird dieser natürliche Schutz von der guten Hexe Glinda um eine magische Barriere ergänzt, die das Land Oz unsichtbar macht. Dennoch gelingt es in den weiteren Romanen einer Reihe von Personen zwischen Oz und den umgebenden Ländern hin- und herzureisen.

## Das Land Oz

Die königliche Flagge von Oz, welche die Geografie der Teilreiche widerspiegelt

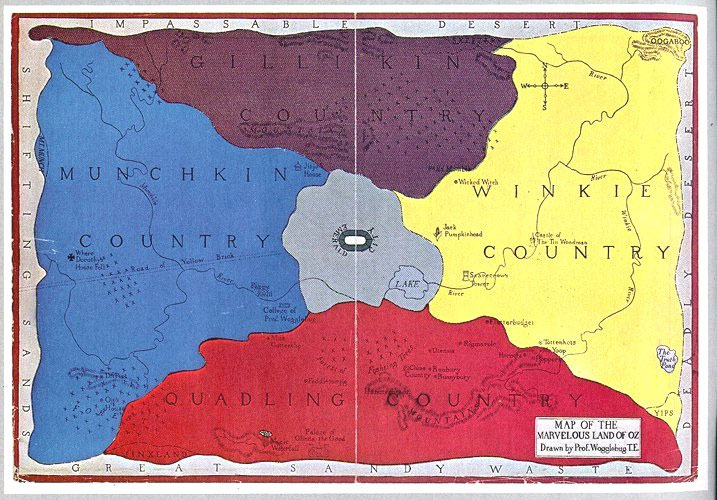
Eine Karte des Landes Oz, in der Mitte die Smaragdstadt, Sitz des Herrschers von Oz (Ost und West sind spiegelverkehrt abgebildet)

Das Land Oz hat im Groben eine rechteckige Außengrenze. Es besteht aus vier Teilreichen, die untereinander grob entlang der Diagonalen des Rechtecks aneinandergrenzen. Die vier Teilreiche sind:
- Munchkin Country im Osten (Herrschaftsgebiet der Bösen Hexe des Ostens)
- Winkie Country im Westen (Herrschaftsgebiet der Bösen Hexe des Westens),
- Gillikin Country im Norden (vorübergehend Herrschaftsgebiet der Bösen Hexe des Nordens Mombi, bevor sie von der Guten Hexe des Nordens vertrieben wurde) und
- Quadling Country im Süden (Schutzgebiet der Guten Hexe des Südens, Glinda).
- Im Herzen des Landes befindet sich die Smaragdstadt. Sie ist die keinem der vier Teilreiche zugehörige Hauptstadt von Oz und Sitz des Monarchen von Oz, Prinzessin Ozma von Oz, sowie während ihrer zeitweiligen Entführung vorübergehend des Truchsesses, dem Zauberer von Oz.

## Einwohner von Oz
Die Bewohner von Oz werden nach dem Teilreich, in dem sie leben, bezeichnet (bspw. Munchkins). Der Großteil der Einwohner sind Menschen. Daneben gibt es jedoch auch Zauberer und Hexen sowie Fabelwesen wie etwa Einhörner und die geflügelten Affen und eine Reihe sprechender Tiere. Viele Menschen leben in Städten. Einige jedoch auch in etwas abgeschiedeneren Regionen ihres Landes, so dass sie von den Geschehnissen im Land nicht viel mitbekommen. Dies gilt insbesondere für die Bewohner der äußeren Randregionen. Wie in Band 12, The Tin Woodman of Oz (1918) erklärt wird, sterben sämtliche Einwohner von Oz seit einem Zauber der Feenkönigin Lurline keines natürlichen Todes mehr. Nur Gäste aus der normalen Welt wie Dorothy Gale oder der Zauberer von Oz sind normal sterblich.

## In anderen Medien
Die Welt von Oz ist Gegenstand einiger Kino- und Fernsehproduktionen:
Kinoproduktionen
- Der Zauberer von Oz – Kinofilm von 1939 nach dem gleichnamigen Roman.
- The Wiz – Das zauberhafte Land – Musicalfilm von 1978 mit Michael Jackson (als Vogelscheuche) und Diana Ross (als Dorothy), basierend auf dem gleichnamigen Broadway-Musical, dessen Grundlage Der Zauberer von Oz war.
- Oz – Eine fantastische Welt – Fortsetzung zum Film von 1939 aus dem Jahr 1985, nach den Romanen Im Reich des Zauberers Oz und Prinzessin Ozma von Oz.
- Muppets: Der Zauberer von Oz (Originaltitel: The Muppets' Wizard of Oz) ist ein amerikanischer Musicalfilm von 2005 mit den Puppen aus der Muppet Show.
- Die Rückkehr von Oz (Originaltitel: After the Wizard) – 2011 produzierter US-amerikanischer Film, der an Der Zauberer von Oz anknüpft.
- Die fantastische Welt von Oz – Vorgeschichte zum Film von 1939 aus dem Jahr 2013, nicht auf einem der Romane basierend.

TV-Produktionen
- Im Lande Oz – Eine 1961 produzierte Episode aus der Serie Shirley Temple's Storybook (Staffel 2, Folge 1) in der Shirley Temple die Prinzessin Ozma und den Jungen Tip spielt. Die 50-minütige Folge basiert auf Im Reich des Zauberers Oz.
- Im Land des Zauberers von Oz (Originaltitel: Oz no Mahoutsukai) – 52-teilige japanische Trickfilm-Serie aus den Jahren 1986/87. Die Serie wurde in Deutschland vom 13. August 1998 bis zum 9. Juni 2000 bei RTL II im Frühprogramm und vom 11. September 2000 bis zum 29. Dezember 2000 auf tm3 ausgestrahlt.
- Die OZ Kids – 26-teilige US-amerikanische Trickfilm-Serie des Senders ABC, die von 1994 bis 1996 produziert wurde. In Deutschland lief die Serie vom 17. Juli 1997 bis zum 21. August 1997 bei Super RTL.
- Tin Man – Kampf um den Smaragd des Lichts – 3-teilige US-amerikanische TV-Mini-Serie von 2007 basierend auf dem Zauberer von Oz.
- Die Hexen von Oz – 2-teilige US-amerikanische TV-Mini-Serie von 2011.

Bühnenproduktionen
- Wicked – Die Hexen von Oz (Originaltitel: Wicked – The Untold Story Of The Witches Of Oz) basiert auf dem Bestseller Wicked – Die Hexen von Oz von Gregory Maguire.

## Ausgaben
- Baum, L. F. (1900), The Wonderful Wizard of Oz; nachgedruckt meist unter dem Titel: The Wizard of Oz (dt. Veröffentlichung als: Der Zauberer von Oz, 1940)
- Baum, L. F. (1904), The Marvelous Land of Oz: Being an Account of the Further Adventures of the Scarecrow and the Tin Woodman; meist geläufig unter dem Kurztitel The Land of Oz (dt. Veröffentlichung als: Im Reich des Zauberers Oz, 1981)
- Baum, L. F. (1907), Ozma of Oz (dt. Veröffentlichung als: Prinzessin Ozma von Oz, 1981)
- Baum, L. F. (1908), Dorothy and the Wizard in Oz (dt. Veröffentlichung als: Dorothy und der Zauberer in Oz, 1999)
- Baum, L. F. (1909), The Road to Oz (dt. Veröffentlichung als: Dorothy auf Zauberwegen, 2000)
- Baum, L. F. (1910), The Emerald City of Oz (dt. Veröffentlichung als: Dorothy in der Smaragdenstadt, 2000)
- Baum, L. F. (1913), The Patchwork Girl of Oz (dt. Veröffentlichung als: Dorothy und das Patchwork-Mädchen, 2002)
- Baum, L. F. (1914), Tik-Tok of Oz (dt. Veröffentlichung als: Tik-Tak von Oz, 2018; E-Book als Tik-Tok of Oz [mit Glossar in Deutsch])
- Baum, L. F. (1915), The Scarecrow of Oz (dt. Veröffentlichung als: Die Vogelscheuche von Oz, 2018)
- Baum, L. F. (1916), Rinkitink in Oz (dt. Veröffentlichung als: Rinkitink in Oz, 2018)
- Baum, L. F. (1917), The Lost Princess of Oz (dt. Veröffentlichung als: Die verschwundene Prinzessin von Oz, 2019)
- Baum, L. F. (1918), The Tin Woodman of Oz (dt. Veröffentlichung als: Der Blechmann von Oz, 2019)
- Baum, L. F. (1919), The Magic of Oz (dt. Veröffentlichung als: Die Magie von Oz, 2019)
- Baum, L. F. (1920), Glinda of Oz (dt. Veröffentlichung als: Glinda von Oz, 2019)
- Baum, L. F. (1896), The Magical Monarch of Mo (bisher keine deutsche Veröffentlichung)
- Baum, L. F. (1902), The Life and Adventures of Santa Claus (dt. Veröffentlichung als: Santa Claus – Das abenteuerliche Leben des Weihnachtsmanns, 1993 sowie Der Weihnachtsmann oder das abenteuerliche Leben des Santa Claus, 2010)
- Baum, L. F. (1904/05), Queen Zixi of Ix (bisher keine deutsche Veröffentlichung)